# Visconde de São Lázaro
Visconde de São Lázaro é um título nobiliárquico criado por D. Luís I de Portugal, por Decreto de 3 de Dezembro de 1870, em favor de Miguel José Raio.
Titulares
1. Miguel José Raio, 1.º Visconde de São Lázaro.